# Nighty Night
Nighty Night è una serie televisiva britannica in 12 episodi trasmessi per la prima volta nel corso di 2 stagioni dal 2004 al 2005.
È una serie del genere commedia che si distingue per il suo humour nero incentrata sulle vicende della narcisistica e sociopatica Jill Tyrell (interpretata da Julia Davis che è anche sceneggiatrice e ideatrice della serie) che gestisce un salone di bellezza insieme alla sua stupida assistente Linda.

## Personaggi e interpreti

### Personaggi principali
- Jill Tyrrell (12 episodi, 2004-2005), interpretata da Julia Davis.
- Don Cole (12 episodi, 2004-2005), interpretato da Angus Deayton.
- Cathy Cole (12 episodi, 2004-2005), interpretata da Rebecca Front.
- Linda (12 episodi, 2004-2005), interpretata da Ruth Jones.
- Glenn Bulb (10 episodi, 2004-2005), interpretato da Mark Gatiss.
- Sue Forks (10 episodi, 2004-2005), interpretata da Felicity Montagu.

### Personaggi secondari
- Jacques (6 episodi, 2005), interpretato da Ralph Brown.
- Gordon Forks (6 episodi, 2004-2005), interpretato da Michael Fenton Stevens.
- Terry Tyrrell (6 episodi, 2004), interpretato da Kevin Eldon.
- Joy (5 episodi, 2004), interpretata da Kitty Fitzgerald.
- Bluebell (4 episodi, 2004-2005), interpretata da Georgie Glen.
- Floella (4 episodi, 2005), interpretata da Llewella Gideon.
- Beth (4 episodi, 2005), interpretata da Miranda Hart.
- Chinese Jean (4 episodi, 2005), interpretata da Lucy Sheen.
- Chaplain (3 episodi, 2004-2005), interpretato da Stephen Evans.
- Dottor Wivel (3 episodi, 2004), interpretato da Kish Sharma.
- Infermiera Claire (3 episodi, 2004), interpretata da Angela Simpson.
- Mike (3 episodi, 2004), interpretato da Kim Wall.
- Sandy (3 episodi, 2005), interpretato da Malcolm Long.
- Dottor Pinder (3 episodi, 2005), interpretato da Toby Longworth.
- Dennis (2 episodi, 2004-2005), interpretato da Marc Wootton.
- David Cole (2 episodi, 2004), interpretato da Sam Marks.
- Natalie (2 episodi, 2005), interpretata da Loui Batley.
- Bruce Cole (2 episodi, 2005), interpretato da Bruno Melling.

## Produzione
La serie, ideata da Julia Davis, fu prodotta da Baby Cow Productions e girata nel Surrey in Inghilterra.

### Registi
Tra i registi della serie sono accreditati:
- Tony Dow in 6 episodi (2004)
- Dewi Humphreys in 4 episodi (2005)

## Distribuzione
La serie fu trasmessa nel Regno Unito dal 6 gennaio 2004 all'11 ottobre 2005 sulle reti televisive BBC Three e BBC Two. In Italia è stata trasmessa dal 15 settembre 2004 su Jimmy con il titolo Nighty Night.
Alcune delle uscite internazionali sono state:
- nel Regno Unito il 6 gennaio 2004 (Nighty Night)
- in Australia il 24 marzo 2005
- in Islanda il 15 giugno 2005
- in Finlandia (Yöperho)
- in Italia (Nighty Night)

## Episodi
| Stagione         | Episodi | Prima TV UK |
| ---------------- | ------- | ----------- |
| Prima stagione   | 6       | 2004        |
| Seconda stagione | 6       | 2005        |